# ページ郡 (アイオワ州)
ページ郡（英: Page County）は、アメリカ合衆国アイオワ州の南西部に位置する郡である。2010年国勢調査での人口は15,932人であり、2000年の16,976人から6.1％減少した。郡庁所在地はクラリンダ市（人口5,572人）であり、同郡で人口最大の都市でもある。ページ郡は1847年に設立され、郡名は米墨戦争出のパロ・アルトの戦いで致命傷を負った第4アメリカ歩兵連隊のジョン・ページ大尉に因んで名付けられた。

## 地理
アメリカ合衆国国勢調査局に拠れば、郡域全面積は535.35平方マイル (1,386.6 km2)であり、このうち陸地534.82平方マイル (1,385.2 km2)、水域は0.52平方マイル (1.3 km2)で水域率は0.10％である。

### 主要高規格道路
- アメリカ国道71号線
- アイオワ州道2号線
- アメリカ国道59号線
- アイオワ州道48号線

### 隣接する郡
- モンゴメリー郡 - 北
- テイラー郡 - 東
- ノダウェイ郡 (ミズーリ州) - 南東
- アッチソン郡 (ミズーリ州) - 南西
- フレモント郡 - 西

## 人口動態

### 2010年国勢調査
以下は2010年国勢調査による人口統計データである。
基礎データ
- 人口: 15,932人
- 人口密度: 12人/km2（30人/mi2）
- 住居数: 7,181軒
- 使用住居: 6,393軒[1]

### 2000年国勢調査

2000人口ピラミッド

以下は2000年国勢調査による人口統計データである。
| 基礎データ - 人口: 16,976人 - 世帯数: 6,708 世帯 - 家族数: 4,460 家族 - 人口密度: 12人/km2（32人/mi2） - 住居数: 7,302軒 - 住居密度: 5軒/km2（14軒/mi2） 人種別人口構成 - 白人: 96.11% - アフリカン・アメリカン: 1.66% - ネイティブ・アメリカン: 0.49% - アジア人: 0.48% - 太平洋諸島系: 0.01% - その他の人種: 0.49% - 混血: 0.77% - ヒスパニック・ラテン系: 1.56% 年齢別人口構成 - 18歳未満: 23.3% - 18-24歳: 7.9% - 25-44歳: 26.3% - 45-64歳: 22.8% - 65歳以上: 19.8% - 年齢の中央値: 40歳 - 性比（女性100人あたり男性の人口） - 総人口: 102.7 - 18歳以上: 101.8 | 世帯と家族（対世帯数） - 18歳未満の子供がいる: 28.2% - 結婚・同居している夫婦: 55.5% - 未婚・離婚・死別女性が世帯主: 8.1% - 非家族世帯: 33.5% - 単身世帯: 29.9% - 65歳以上の老人1人暮らし: 15.4% - 平均構成人数 - 世帯: 2.32人 - 家族: 2.87人 収入と家計 - 収入の中央値 - 世帯: 35,466米ドル - 家族: 42,446米ドル - 性別 - 男性: 32,549米ドル - 女性: 21,526米ドル - 人口1人あたり収入: 16,670米ドル - 貧困線以下 - 対人口: 12.5% - 対家族数: 8.1% - 18歳未満: 17.9% - 65歳以上: 7.6% |

## 都市と町
| - クラリンダ - 郡庁所在地 - ブランチャード - ブランディビル - コイン - カレッジスプリングス - エセックス | - ヘップバーン - ノースボロ - シャンボー - シェナンドー - ヨークタウン |

### 郡区
- アミティ郡区
- ブキャナン郡区
- コルファックス郡区
- ダグラス郡区
- イーストリバー郡区
- フリーモント郡区
- グラント郡区
- ハーラン郡区
- リンカーン郡区
- モートン郡区
- ネブラスカ郡区
- ノダウェイ郡区
- ピアス郡区
- タルキオ郡区
- バレー郡区
- ワシントン郡区